# Ардоаин, Каролина
А́на Кароли́на Ардоаи́н Дос Са́нтос (порт. Ana Carolina Ardohaín Dos Santos; род. 17 января 1978, Хенераль-Ача, Ла-Пампа) — аргентинская актриса и фотомодель. Более известна под прозвищем Пампита, уменьшительное имя от Ла Пампа, аргентинской провинции, где она родилась.

## Биография и карьера
Ана Каролина Ардоаин Дос Сантос родилась 17 января 1978 года в Хенераль-Ача (провинция Ла-Пампа, Аргентина).
Каролина является фотомоделью. С 2013 года представляет автомобили марки Citroën. В мае 2016 года Пампита вошла в танцевальное реалити-шоу Bailando 2016 в качестве члена жюри. Также некоторое время снималась в кино и наиболее известна ролью Лулу из телесериала «Мятежный дух».

## Личная жизнь

### Отношения и дети
С 2002 по 2004 год Ардоаин была замужем за игроком в поло Мартином Баррантесом.
С 2005 по 2015 год Ардоаин состояла в отношениях с актёром Бенхамином Викуньей. У пары родилось четверо детей: дочь Бланка Викунья Ардоаин (15 мая 2006 — 8 сентября 2012) и три сына — Баутиста Викунья Ардоаин (род. 29 февраля 2008), Бельтран Викунья Ардоаин (род. 8 июня 2012) и Бенисио Викунья Ардоаин (род. 12 октября 2014).
С 22 ноября 2019 года Ардоаин замужем за бизнесменом Роберто Гарсиа Моританом, с которым она встречалась четыре месяца до свадьбы. У супругов есть дочь — Ана Гарсиа Моритан (род. 22 июля 2021).

### Смерть дочери
Летом 2012 года Ардоаин отправилось в отпуск с семьёй на Ривьеру Майя. 30 августа, по возвращении в Сантьяго, её 6-летняя дочь Бланка была госпитализирована в клинику Лас-Кондес с предполагаемой простудой. Состояние здоровья девочки быстро ухудшилось и её пришлось поместить в искусственную кому и подключить к аппарату ЭКМО. Хотя Ардоаин и её семья пытались хранить молчание относительно болезни Бланки, позже они попросили помощи у доноров крови, а друг семьи, Мирта Легран, сообщила, что болезнь девочки была вызвана двумя бактериями. Через несколько дней Бланка перенесла инсульт и умерла 8 сентября 2012 года от «геморрагической пневмонии, которую невозможно было контролировать». Похороны девочки состоялись на следующий день на кладбище Парке дель Рекуэрдо в Сантьяго